# 밀어내기 분양
밀어내기 분양이란 대한민국 건설업체가 아파트 분양에 관심 있는 수요층이 많은 시기를 틈타 아파트 분양을 과도하게 많이 진행하는 현상을 말한다. 이러한 아파트 혹은 주택의 과잉 공급은 시세 하락으로 나타나며, 결과적으로 하우스푸어를 양산하는 부작용을 낳는다.

## 원인
대표적인 원인 중 하나로 대한민국 정부 정책을 들 수 있다. 한국은행은 LTV·DTI 완화로 가계대출을 유리하게 하도록 한다. 대출 정책 완화로 가계대출이 점차 증가하며, 쉽게 대출을 받은 대출자는 빌린 자금으로 아파트를 구매하는데 사용한다. 이렇게 늘어난 수요층으로 아파트 분양은 활발해지며, 건설업체는 이를 틈타 예정된 아파트 물량보다 더 많은 물량을 분양하게 된다.